# Teodoric de Barcelona
Teodoric de Barcelona (finals s.IX ? - 937 ?), fou bisbe del Bisbat de Barcelona entre els anys 904 i 937.
Probablement fill dels vicaris o veguers de Gurb.
Va consagrar diverses esglésies del territori del bisbat de Barcelona i va encunyar moneda episcopal de Barcelona amb el símbol de la mitra. Participà en al repoblació dels territoris més enllà del Llobregat amb el comte Guifré II el 906, el seu germà Sunyer I (911-947) i la seva germana Emma de Barcelona, abadessa del Monestir de Sant Joan de les Abadesses. El 13 d'octubre de l'any 904 consagrà l'església de Sant Esteve de Parets, segons l'acta «et dedicavit ipsa Ecclesia in honorem Sancti Stephani».
Es creu que fou abat de Sant Serni de Tavèrnoles en el 926.
El dia 4 de juliol de l'any 931 va consagrar l'església de Sant Genís dels Agudells de Barcelona. L'any següent consagrà l'església de Sant Genís de l'Ametlla en presència de la seva impulsora, l'abadessa Emma de Barcelona. L'any 935 va consagrar l'església de Sant Miquel d'Olèrdola.